# Port-de-Piles

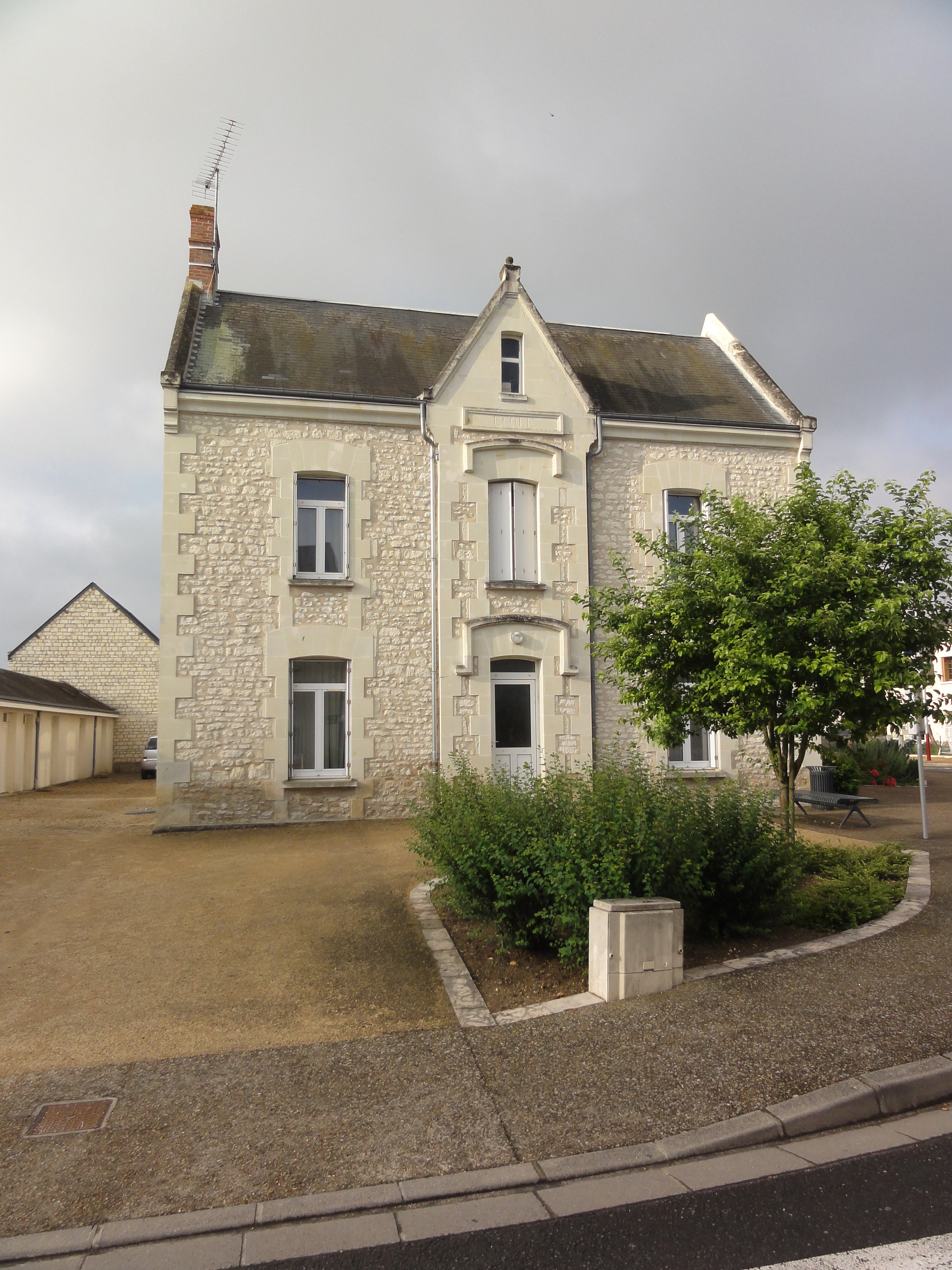
Schoolgebouw

Port-de-Piles is een gemeente in het Franse departement Vienne (regio Nouvelle-Aquitaine) en telt 513 inwoners (1999). De plaats maakt deel uit van het arrondissement Châtellerault.

## Geografie
De oppervlakte van Port-de-Piles bedraagt 5,3 km², de bevolkingsdichtheid is 96,8 inwoners per km².
De onderstaande kaart toont de ligging van Port-de-Piles met de belangrijkste infrastructuur en aangrenzende gemeenten.

## Demografie
Onderstaande figuur toont het verloop van het inwonertal (bron: INSEE-tellingen).